# Walt Patulski
(en) Statistiques sur pro-football-reference
Walter George Patulski, né le 3 février 1950 à Fulton dans l'État de New York, est un Américain, joueur  de football américain ayant évolué au poste de defensive end pour les Bills de Buffalo et les Cardinals de Saint-Louis au sein de la National Football League.
Au niveau universitaire, il joue pour les Fighting Irish de l'université Notre-Dame-du-Lac.

## École secondaire
Patulski est l'athlète vedette de la Christian Brothers Academy à Syracuse, dans l'État de New York, où il est letterman pendant trois ans dans les domaines du football américain, du basket-ball et de l'athlétisme. Durant sa saison senior en 1967, il marque 140 points et permet aux Brothers d’enregistrer un bilan de sept victoires pour une seule défaite. Il est élu All-City en football américain et en basket-ball. Également All-American, il reçoit plus de 60 offres de bourses universitaires pour jouer au football américain.
En 1991, Patulski est élu au Greater Syracuse Sports Hall of Fame pour ses activités en tant qu’athlète lycéen.

## Carrière universitaire
À l'université Notre-Dame-du-Lac, Patulski devient defensive end. Désigné All-American en 1971, il remporte le Prix Lombardi en 1971 désignant le meilleur joueur de ligne du football universitaire. Capitaine des Fighting Irish, il termine neuvième au vote du Trophée Heisman,. Toujours en 1971, il est choisi comme meilleur joueur de ligne de l'année (Nation's Lineman of the Year) par United Press International (UPI) et Gridiron Magazine. Patulski est nommé membre de l'équipe Sophomore All-American par Football News en 1969 et reçoit une mention honorable All-America en 1970.
Il est titulaire lors de chaque match universitaire auquel il participe et totalise 186 tackles (dont 40 sur lesquels l'adversaire perd du terrain), dix passes déviées, cinq fumbles récupérés et effectue un retour sur douze yards d'un punt bloqué . Lors de sa dernière saison en 1971, il est désigné MVP de la défense de Notre Dame. Patulski i effectue 74 tackles soit 22 de plus que son total de la saison 1970. Dix-sept de ces tackles entraînent des pertes de yards pour l'équipe adverse. Patulski dévie également six passes et récupère un fumble.  La défense des Fighting Irish de 1969-1971 est classées parmi les six meilleures du pays de 1969 à 1971 pour ce qui concerne le nombre de yards gagnés par la course et le nombre total de yards gagné. Le nombre de points inscrits par leur défense est classé dans le top dix en 1970 et 1971. Ils enregistrent un bilan de 25–4–1 au cours de ces trois saisons avec Patulski comme titulaire.
Il reçoit le ballon du match pour sa performance lors du premier match de la saison de Notre Dame contre les Wildcats de Northwestern en 1971.  Il est proclamé meilleur joueur de ligne de la semaine (national lineman of the week) après le match contre les Tar Heels de la Caroline du Nord. Son match contre les Spartans de Michigan State pousse l’entraîneur principal Duffy Dougherty à le désigner comme le meilleur défenseur de l'équipe.
Patulski est ensuite nommé au sein de l'équipe All-Century des Fighting Irish. Il dispute le Cotton Bowl Classic 1971 avec Notre Dame et le Hula Bowl 1971 opposant les sélections Nord et Sud de joueurs NCAA. Lors de ce dernier match, il y remporte le prix du joueur de ligne défensive. À l'été de 1972, Patulski joue dans le College All-Star Game à Chicago.

## Carrière professionnelle
Patulski est sélectionné en tout premier choix lors de la draft 1972 de la NFL (en) par les Bills de Buffalo. Il est à ce jour (en 2019), le dernier joueur des Fighting Irish de Notre-Dame à avoir été sélectionné comme tout premier choix lors d'une draft de la NFL,. Sa taille et sa vitesse sont les raisons principales pour lesquelles il est très courtisé; En effet, tout en mesurant 1,98 mètre (6 ft 6 in) et pesant 113 kilos (250 lbs), il court le sprint de 40 yards en 4,9 secondes.
Lors de sa première saison professionnelle et bien que débutant (rookie), Patulski est le meilleur de son équipe au nombre de sacks (5 sur la saison).
En 1973, les Bills améliorent leur bilan de 1972 (quatre victoires, neuf défaites et un nul) puisqu'ils la terminent avec un bilan de neuf victoires pour cinq défaites. Il comptabilise sept sacks (deuxième de l’équipe) sur la saison et est même désigné meilleur joueur défensif NFL au terme de la onzième semaine le 28 novembre 1973.
En 1974, les Bills enregistrent un autre bilan de 9-5 et disputent les playoffs pour la première fois depuis huit ans. Patulski enregistre 5,5 sacks sur la saison.
Les Bills obtiennent huit victoires contre six défaites au cours de sa troisième saison mais ne se qualifient plus pour les séries éliminatoires de l’AFC. Il enregistre quatre sacks, le score le plus bas de sa carrière. Deux de ces sacks ont été effectués lors du match contre les Cardinals de Saint-Louis, équipe n'en ayant concédé que huit en 1975. Il y était opposé à l'offensive tackle Dan Dierdorf (en), futur membre du Pro Football Hall of Fame.
Patulski joue quatre ans (1972-1975) avec les Bills, puis est échangé avec les Cardinals contre un choix de deuxième tour, la franchise de Buffalo considérant que Patulski était remplaçable après l’acquisition de Sherman White (en) des Bengals de Cincinnati, ce dernier ayant été choisi en deuxième choix global lors de la draft 1972. Patulski reste un an à Saint-Louis (1977). Il souffre ensuite d'une blessure au genou qui met fin à sa carrière.
Néanmoins, la carrière de Patulski est considérée comme infructueuse, ESPN le classant le 18 avril 2008 comme le 27e plus gros échec de l'histoire de la draft.

## Vie privée
Walt Patulski est récipiendaire de la clé de Syracuse (New York) pour son service communautaire distingué. Il est pendant six ans commissaire de la commission d'éducation de Syracuse et est également membre du conseil d'administration du Boys and Girls Clubs of America. Il est nommé par la suite, commissaire à l'éducation du district scolaire de Syracuse, en 1980.
Il est honoré le 19 juin 2014 par son intronisation au Temple de la renommée du sport national polonais-américain à Troy, dans le Michigan.
Patulski est le père de deux filles, Wallis et Emily. Wallis est graduée de l'université George-Washington et Emily de l'université de Boston où elle s'est spécialisée en psychologie,.
En septembre 2016, Rex Ryan, entraîneur des Bills, utilise comme alias le nom de Patulski lorsqu'il joue le rôle d'un journaliste du journal The Buffalo News à une conférence de presse de Bill Belichick, entraîneur des Patriots de la Nouvelle-Angleterre. La blague amena ce journal à consacrer une colonne au réel Patulski après que les Bills aient remporté le match contre les Patriots. Un mois plus tard, le journal sortait l'article dans lequel Patulski déclara que sa carrière relativement décevante était largement due à deux facteurs, le niveau des joueurs de la draft 1972 était inhabituellement assez faible et son caractère assez calme se heurtait au style de Lou Saban (en), entraîneur de Bills. Patulski n'a en effet plus jamais parlé à Saban après la fin de sa carrière bien que plusieurs occasions se soient présentées à lui.